# Павлодар (Уваровский район)
Павлода́р —  село в Уваровском районе Тамбовской области России. Административный центр Павлодарского сельсовета.

## География
Село находится у границы с Грибановским районом Воронежской области, на расстоянии 30 км к югу от города Уварово, административного центра района. 

### Часовой пояс
Село Павлодар, как и вся Тамбовская область, находится в часовой зоне МСК (московское время). Смещение применяемого времени относительно UTC составляет +3:00.

## Население
| 2002 | 2010 |
| ---- | ---- |
| 770  | ↘699 |

### Национальный состав
Согласно результатам переписи 2002 года, в национальной структуре населения русские составляли 95 % из 770 чел.

## Инфраструктура
В селе действует средняя общеобразовательная школа.